# Марулл, Михаил
Михаил Тарханиота Марулл (лат. Michael Tarchaniota Marullus, греч. Μιχαήλ Μάρουλος Ταρχανειώτης, итал. Michele Marullo Tarcaniota; c. 1458—1500) — греческий учёный эпохи Возрождения, новолатинский поэт, гуманист и солдат из рода Тарханиотов.

## Биография
Михаил Тарханиота Марулл родился в знатной греческой семье Тарханиотов.
Его биография несколько неясна, он родился или в Константинополе
или недалеко от древнего города Спарта тогда Морейский деспотат на Пелопоннесе. Его отец был известен под именем Манолис Марул (греч Μανώλης Μάρουλος) и его мать называлась Ефросинья Тарханиотисса (греч. Ευφροσύνη Ταρχανειώτισσα).

Оба его родителя стали беженцами когда Константинополь пал в руки турок в 1453 году,

и Михаил Марулл всегда с гордостью заявлял что он грек.

С дальнейшей османской экспансией в 1460-е годы он бежал с родителями в венецианскую Рагузу (ныне в Хорватии), где он провёл свои детские молодые годы. Отсюда, семья переехала далее в Италию. Он получил образование в Италии, в городе Анкона, и также вероятно в городах Венеция и Падуя.

Марулл путешествовал из города в город как автор латинской поэзии и как пылкий агитатор крестового похода против турок . В 1470-х годах он воевал против турок в Крыму.

Чтобы освободить своё отечество от турецкого гнёта он был готов вновь взять оружие в руки в союзе с королём Франции когда тот планировал идти в крестовый поход. Благодаря своей поэзии, Марулл наладил контакт со многими влиятельными людьми своего времени, включая пап, королей и членов семьи Медичи. Во Флоренции в 1494 году,

он женился на ученице Alessandra Scala (1475—1506),
дочери Бартоломео Скала.

10 апреля 1500 года после посещения вместе с гуманистом Raffaello Maffei города Вольтерра, он направился верхом в полном вооружении присоединится к силам выступившим против Чезаре Борджиа. В пути он рухнул вместе со своим конём в реку Cecina около Вольтерра и погиб.

Единственную значительную биографию Марулла написала Кэрол Кидвелл (Carol Kidwell). В своей Marullus, Soldier Poet of the Renaissance (Лондон, 1989) она раскрыл жизнь солдата-поэта который скитался по экзотическим странам, писал поэмы на границах Чёрного моря, и принимал участие в военных кампаниях Влада Цепеша (прообраз Дракула (роман)). Кидвелл не уделила внимание побуждениям Марулла в его «автобиографических» поэмах, и данный вопрос более подробно изучил Karl Enenkel в его главе посвящённой поэту (смотри Die Erfindung des Menschen: Die Autobiographik des frühneuzeitlichen Humanismus von Petrarca bis Lipsius (Берлин, 2008), pp. 368—428). Enenkel считал также маловероятным, что Маркуллос родился в Константинополе. Напротив, он полагал, что поэт родился после того как Константинополь пал в руки султана в 1453 году.

## Работы
Марулл написал собрание эпиграмм в четырёх книгах. Некоторые из его лучших любовных поэм получили признание у Пьера де Ронсара и других. Марулл также составил сборник гимнов, Hymni naturales, в которых он славит древних Олимпийских богов. Свои Institutiones principales, или «Образование принцев», он оставил незаконченными. Как поклонник римского поэта-философа Лукреция, он предложил некоторые значительные правки в его поэме, которые всё ещё присутствуют в современных изданиях.
Его Opera omnia были впервые опубликованы Алессандро Перозой (Alessandro Perosa) в 1951 году. Его Hymni и Institutiones доступны в переводах. И то, и другое перевёл на немецкий Отто Шёнбергер (Otto Schönberger, изд. в Вюрцбурге в 1996, 1997). Кроме этого, Hymni переведены на итальянский Донателлой Коппини (Donatella Coppini, Флоренция, 1995) и на французский Жаком Шомара (Jacques Chomara, Женева, 1995).